# Manuela Schär
Manuela Schär (Suiza; 5 de diciembre de 1984) es una corredora en silla de ruedas suiza, ganadora de quince Grandes Maratones entre los años 2016 y 2019.
Manuela Schär también participó en los Juegos paralímpicos de Atenas 2004 y Pekín 2008, en pruebas desde los 100 metros y 200 metros.